# 3JS
3JS es una banda pop proveniente de Volendam, Países Bajos. Creada en 2002, está compuesta por Jan Dulles, Jaap Kwakman y Jaap de Witte. Se hicieron conocidos a nivel nacional gracias al éxito de su álbum debut, "Watermensen" en 2007. Ese mismo año recibieron el premio musical Zilveren Harp. El nombre de la banda se basa en las iniciales de los nombres de sus respectivos miembros. Representaron a su país en el Festival de la Canción de Eurovisión 2011, que se celebró en Düsseldorf, Alemania.

## Eurovisión 2011
La canción con la que participaron en el festival fue seleccionada a través de una final nacional ("Nationaal Songfestival") en la que el grupo presentó cinco canciones propias. El voto del público y del jurado seleccionó la canción "Je vecht nooit alleen", que posteriormente fue traducida al inglés como "Never alone".
El grupo actuó en la segunda semifinal del certamen europeo, dónde solo obtuvieron 13 puntos y terminaron en último lugar, quedando por tanto fuera de la final.

## Discografía

### Álbumes
| Año  | Álbum               | Posición                    | Certificación |
| Año  | Álbum               | Bandera de los Países Bajos | Certificación |
| ---- | ------------------- | --------------------------- | ------------- |
| 2007 | Watermensen         | 6                           | disco de oro  |
| 2008 | Kamers van m'n hart | 4                           | disco de oro  |
| 2010 | Dromers en dwazen   | 3                           | disco de oro  |
| 2012 | 4 Elementen         | 3                           |               |

### Sencillos
| Año  | Canción                                 | Single Top 100              | Certificación |
| Año  | Canción                                 | Bandera de los Países Bajos | Certificación |
| ---- | --------------------------------------- | --------------------------- | ------------- |
| 2007 | "Kom"                                   | 24                          |               |
| 2007 | "Net alsof"                             | 10                          |               |
| 2007 | "Eén met de bomen"                      | 16                          |               |
| 2007 | "Eén met de bomen / De zomer voorbij"   | 49                          |               |
| 2008 | "Watermensen"                           | 7                           |               |
| 2008 | "Wiegelied"                             | 8                           |               |
| 2008 | "Hou van mij"                           | 4                           |               |
| 2009 | "Kamers van m'n hart"                   | 28                          |               |
| 2009 | "Bevlogen als vogels"                   | 8                           |               |
| 2009 | "Vandaag ben ik vrij / Alles overnieuw" | 16                          |               |
| 2010 | "Loop met me over zee"                  | 7                           |               |
| 2010 | "Geloven in het leven"                  | 9                           |               |
| 2010 | "Wat is dromen" (con Ellen ten Damme)   | 1                           |               |
| 2011 | "Je vecht nooit alleen" / "Never alone" | 1                           |               |
| 2011 | "De stroom"                             | 12                          |               |
| 2011 | "Toen ik jou vergat"                    | 37                          |               |
| 2011 | "Wereldwijd orkest"                     | 1                           |               |
| 2011 | "De weg"                                | 26                          |               |